# Eugène Seghers
Eugène Seghers (Ledeberg, 7 april 1910 - Uckfield, 26 juli 1944) was een Belgische piloot en kapitein-vlieger tijdens de Tweede Wereldoorlog. Hij nam deel aan de Achttiendaagse Veldtocht als piloot van de Belgische Luchtmacht. Na de capitulatie van België en daarna van Frankrijk, stak hij naar Groot-Brittannië over en nam daar dienst bij de RAF. Op 26 juli 1944 verongelukte hij door het neerhalen van een V-1-bom boven het plaatsje Uckfield in East Sussex, Groot-Brittannië.

## Zijn levensloop
Kapitein-vlieger Eugène Seghers was geboren in Ledeberg op 7 april 1910. Hij studeerde af in het Champagnat-instituut te Schaarbeek. Hij ging in dienst op 10 juli 1929 in het Regiment van de Transmissietroepen. 
Maar de luchtvaart, die in opgang kwam, boeide hem vooral. Eugène Seghers behaalde het brevet van waarnemer en in maart 1930 ging hij naar de Vliegschool waar hij opgenomen werd in de 62e promotie.
Na de opleiding is hij achtereenvolgens dienstdoende bij het 1e Luchtvaartregiment (5/III/1 Lu.) te Goetsenhoven in juli 1931. Daarna in dienst bij het 2e Luchtvaartregiment (6/III/2 Lu.) te Nijvel in september 1935 en ten slotte in de Wapenschool te Evere in maart 1938. Op 10 mei 1940, bij het uitbreken van de oorlog, was hij al adjudant-vlieger bij het 2e Luchtvaartregiment. In België had hij 1.000 vlieguren bijeen gevlogen, bij dag en 150 vlieguren bij nacht, met verschillende vliegtuigtypen, w.o. de Avro 504, Morane 230, Stampe SV 26, SV5, Brequet 19, Fairey Fox en Fairey Firefly II.

## Tweede Wereldoorlog
Hij nam actief deel aan de Achttiendaagse Veldtocht met het 2e Luchtvaartregiment. Met zijn eenheid vloog hij naar Frankrijk op 24 mei, waar hij zich bij de Maquis bevond en daarna in Frejorgues.
Wanneer de Fransen ook capituleren, kon hij zijn geweten niet sussen met de gedachte, van een terugkeer naar een bezet België door de Duitsers. 
Hij kon niet actief deelnemen of hij moest zich bij het Verzet aansluiten.
Maar nu hij nog vrij was door de overgave, liet hij zich niet gevangennemen en besloot te vluchten, nu het nog kon naar Engeland.
Aldus begaf hij zich naar Port-Vendres op 20 juni waar hij op 23 juni ontscheepte met de "OSS Apapa", die hem naar Groot-Brittannië bracht op 7 juli 1940.
Na een korte onderbreking, werd hij piloot-officier en nam na zijn doorlichting bij de Britten, dienst in augustus 1940, in het 324e Squadron van de RAF, waarmee hij samen met een andere Belg, de graaf de Henricourt de Grunne, deelnam aan de Slag om Engeland met een Hawker Hurricane.

## Slag om Engeland
Op 24 augustus zette de Luftwaffe 1.200 vliegtuigen in tegen de Engelse vliegvelden en bases. In groten getale kwamen ze over Het Kanaal aangevlogen. Maar de RAF-vliegtuigen vielen hen onverhoeds aan. Seghers achtervolgde een bommenwerper over zee, maar een Duits jachtvliegtuig, slaagde erin om zich achter de Belg te plaatsen, zonder dat hij het merkte. Seghers was al volop de bommenwerper aan het bestoken met zijn mitrailleurs, toen hij zelf van zeer nabij, werd beschoten. Seghers' Hurricane vatte vuur, maar slaagde erin uit het toestel te springen. Even later werd hij door een motorbootje uit Het Kanaal opgevist.
's Anderendaags nam hij zijn plaats in het smaldeel weer in en drie dagen later behaalde hij een overwinning door een Messerschmitt Bf 110 neer te halen.
Op 19 september verliet Seghers zijn 324e Squadroneenheid en begon zijn carrière bij het 46e Squadron waar een andere Belg, Cannaert d'Hamalle ook deel van uitmaakte en waar hij ook zal vliegen met een Hurricane. Op 27 september 1940 werd zijn toestel geraakt in volle strijd, en moet hij beschadigd terugkeren naar zijn basis. De Flight-Luitenant Seghers maakte deel uit van de eerste Belgen die in het beroemde 609 van Biggin Hill, uitgerust met Spitfire II en V, aankwamen in de loop van april 1941.
Op 11 juli behaalde hij er een overwinning op een Messerschmitt Bf 109, een "geelneus". In Londen was hij aanwezig op de ceremonie van 21 juli 1941 op de Esplanade van Wellington Barracks waar minister van Defensie Gutt hem, en zeven andere Belgische piloten, het Oorlogskruis verleende.
Door zijn grote persoonlijkheid kreeg hij met de graad van Squadron Leader het bevel van een Brits Smaldeel, het 165e, in april 1942.
De buitenlanders die dergelijke eer toekregen, waren bij de Royal Air Force zeldzaam. Naast de Belgen vochten Nederlanders, één Luxemburger, Polen, Tsjechen, Fransen en zelfs Amerikanen, die vrijwillig meevochten, en nog vele andere niet-Europeanen.
Na een lange periode in het Squadron bekwam Eugène Seghers op 13 februari 1943 het Distinguished Flying Cross (DFC). Hij werd aangeduid voor de 52 Operational Training Unit als vlieginstructeur in juni 1943 en voor de Central Gunnery School in april 1944.
Op 6 juni 1944 was flight-luitenant Eugène Seghers ingedeeld bij het 91e Squadron dat met het vliegtuigtype Spitfire XIV deelnam aan de luchtoperaties, als steun bij de landing van de geallieerde troepen in Normandië. Zijn squadron was ook gespecialiseerd in de vernietiging van de Vliegende Bommen, die toen Engeland bestookten. Later zouden ze vooral op Antwerpen vallen.
Wanneer hij op 26 juli 1944 een V-1 aanviel, die dreigde op een bewoond gebied neer te storten, werd Eugène Seghers gedood door de ontploffing van de V-1, die hij met zijn mitrailleursvuur bestookte.
Vermoedelijk moet de steekvlam van de ontploffing enorm geweest zijn, zodat hij niet meer kon wegzwenken en nog in de ontploffingsvlam terechtkwam.
Hoe dan ook, hij heeft zich opgeofferd en aldus een klein Engels dorp Uckfield van een catastrofe gered. Zijn stoffelijk overschot werd gevonden dicht bij het dorp. Het waren de streekbewoners die hem de laatste eer bewezen hebben. Later werden de V-1's, door hun vliegtuigvleugel onder de vleugeltip van de Vliegende Bom te plaatsen, omgekipt en zodoende sloeg de V-1 om en stortte naar beneden als een dwarrelend blad. Meermaals hebben Britse piloten, door het neerschieten van zulke bommen, het met hun leven moeten bekopen.
- Kapitein-vlieger Eugène Seghers, DFC, is postuum peter van de promotie leerlingpiloten 87A.